# الغزو البرتغالي لباندا أورينتل (1811-1812)
الغزو البرتغالي لباندا أورينتل أو باندا الشرقية (بالإنجليزية: Portugese invasion of the Banda Oriental)‏ هو محاولة قصيرة الأمد بائت بالفشل، بدأت بعام 1811 وانتهت بالعام التالي، وقد قامت بها الإمبراطورية البرتغالية لضم ما تبقى من الأراضي التابعة لملكية ريو دي لا بلاتا البديلة الإسبانية.

## خلفية عن باندا أورينتل

### باندا أورينتل المرغوب فيها
لطالما رغبت البرتغال في تأمين الضفة الشرقية لنهر بليت (ريو دي لا بلاتا) في أمريكا الجنوبية، الذي اعتبرته بمثابة الحدود الطبيعية للبرازيل (المستعمرة الأغنى والأكبر التابعة لإمبراطورية ما وراء البحار البرتغالية). في عام 1680، أنشأ البرتغاليون مدينة كولونيا ديل ساكرامنتو (مستعمرة القربان الأكثر قداسة)، وهي أول مستوطنة أوربية على الضفة الشرقية للنهر. كانت على العموم بمثابة ميناء لأنشطة التهريب بين بوينس آيرس، التي كانت إحدى المراكز التجارية الرئيسية التابعة لأمريكا الإسبانية، وبين البرازيل. على الرغم من أنه باستخدام السفن لم تبعد ساكرامنتو سوى ساعات قليلة عن بوينس آيرس الإسبانية، لكنها كانت مستعمرة نائية منعزلة بدرجة كبيرة عن الممتلكات الأخرى التابعة للبرتغال، مما جعل الوصول إلى عاصمة المستعمرة في ريو دي جانيرو يتطلب رحلةً بحريةً تستغرق أسبوعين. ومع ذلك، لم تُعالج مشكلة نقص الدفاعات والتطوير اللازمان لتعزيز الجناح الجنوبي إلا ببطءٍ شديد، ولم تتجاوز نسبة سكان المدينة تحت الحكم البرتغالي 3,000 نسمة.
لم تصرف إسبانيا نظرها بسهولة عن بناء مستوطنه على الأراضي التي اعتبرتها جزءًا من إمبراطوريتها الاستعمارية. إذ احتج الإسبان في بوينس آيرس وطالبوا بانسحاب المستوطنة البرتغالية، مدعين بملكية المنطقة بأكملها بموجب معاهدة توردسيلاس، الموقعة قبل قرون في عام 1494. رفض البرتغاليون الانصياع، على اعتقادهم أن المعاهدة ذاتها قد منحتهم الضفة الشرقية من نهر بليت. لكن حقيقة الأمر، لم تعز المعاهدة الضفة الشرقية من النهر إلى البرتغال؛ إذ كانت المغالطة ناجمة عن خطأٍ حسابي حصل أثناء تحديد موقع خط الحدود. بعد مرور بضعة أشهر فقط على تأسيسها، استولى الإسبان على ساكرامنتو، إلا أن البرتغاليين استعادوها لاحقًا في بداية عام 1683. وفي عام 1704، أثناء قيام حرب الخلافة الإسبانية، شنت القوات الإسبانية هجومًا آخر على المستوطنة البرتغالية وتمكنت من اجتياحها. ولم تتمكن البرتغال من استعادها إلا في عام 1716، أي بعد توقيع معاهدة أوترخت.
في عام 1723، أرسل البرتغاليون بعثةً صغيرةً تمكنت من تأسيس مستوطنةٍ في مونتفيدو جنوب شرق ساكرامنتو. كانت المؤسسة الجديدة تفتقر إلى الدعم الكافي، مما أدى إلى هجرانها عام 1724. استغل الإسبان هذه الثغرة للانتقال إلى هناك وتأسيس مستعمرة خاصة بهم عام 1726، التي أصبحت تعرف باسم مدينة مونتفيدو. لحل النزاع على الأراضي، وقعت الدولتان معاهدة مدريد عام 1750، حيث مُنحت إسبانيا السيطرة على ساكرامنتو وتم الاعتراف بالسلطة القضائية للبرتغال على سفن مشنس (الجانب الغربي من الولاية البرازيلية الحالية ريو غراندي دو سول). وعلى الرغم من ذلك، لم يف أيًا من الطرفين بالتزاماته بموجب المعاهدة، وألغِيت الاتفاقية لاحقًا بموجب معاهدة إل باردو الموقعة عام 1761. حصلت إسبانيا في نهاية المطاف على ساكرامنتو بموجب معاهدة سان إلديفونسو الموقعة عام 1777، التي منحتها السيطرة على باندا أورينتل بأكملها (الضفة الشرقية)، الاسم الذي أصبحت تعرف به المنطقة برمتها نظرًا لموقعها الجغرافي.